# Franz Kuenlin
Franz Niklaus Bonaventur Kuenlin (* 22. Oktober 1781 auf Schloss Maggenberg in Tafers; † 19. April 1840 in Freiburg) war ein Schweizer Politiker und Autor.

## Leben

### Familie
Franz Kuenlin war der Sohn des Patriziers Franz Niklaus Aloys Kuenlin (* 3. September 1726 in Freiburg; † 23. März 1795 auf Schloss Maggenberg bei Tafers), Eichmeister und Landvogt von Wallenbuch sowie Herr von Maggenberg und dessen zweiter Ehefrau Anna Maria (* 1730; † 22. Mai 1792) (geb. Brügger); er hatte noch neunzehn weitere Halb- als auch leibliche Geschwister.
Er war seit dem 21. September 1807 mit Maria Margareta (1782–1832), der Tochter von Johann Baptist Niklaus Reynold (1736–1815), Ratsherr von Freiburg, und dessen Ehefrau Maria Elisabeth Werro, deren Mutter eine geborene Kuenlin war, verheiratet; gemeinsam hatten sie zwei Kinder.

### Werdegang
Nach einer Ausbildung durch Hauslehrer und Selbststudien wurde Franz Kuenlin Ende 1802 Besitzer einer Hammerschmiede im Galterntal, ein stilles Tal zwischen der Stadt Freiburg und dem deutschsprachigen Sensebezirk, und handelte als deren Leiter mit Alt-, Guss- und Schmiedeeisen.
In der Zeit von 1807 bis 1823 war er Schreiber der Freiburger Schulkammer und in dieser Zeit von 1808 bis 1812 Schreiber des Regierungsstatthalters des Bezirks Freiburg, Charles Joseph de Werro (1754–1828), von 1812 bis 1814 Schreiber der neugegründeten Brandassekuranzkommission, von 1814 bis 1825 Ratschreiber und von 1826 bis zu seinem Tod 1840 war er als Justizratschreiber tätig.
1827 übernahm er das Sekretariat der Verwaltungskommission für Gegenseitige Brandversicherung des Mobiliars, deren Präsident der Oberamtmann Charles Griset de Forel (1787–1860) war.

### Gesellschaftliches, schriftstellerisches und militärisches Wirken
Franz Kuenlin lernte Anfang September 1805 den Appenzeller Pfarrer Johannes Niederer, der ein Mitarbeiter von Johann Heinrich Pestalozzi war, an der Table d’hôte im Gasthaus zu Krämern kennen. Johannes Niederer schrieb zwei Tage später einen ausführlichen Bericht an Johann Heinrich Pestalozzi, in dem er auch das Zusammentreffen mit Franz Kuenlin schilderte, ... überaus interessant war mir an der nämlichen Tafel die Bekanntschaft eines jungen freiburgischen Patriziers, Kuenlin, der eine Eisenhandlung hat. Er glüht für die deutsche Literatur und sammelt sich alle Werke der vorzüglichsten Schriftsteller. Mit dem Gange der Regierung in Hinsicht auf Volksbildung und dem Geiste seiner Vaterstadt ist er außerordentlich unzufrieden. Den Exjesuiten und dem Jesuitismus schreibt er alles Unheil in der Erziehung zu und erzählte mir einiges darüber.
1810 und 1811 veröffentlichte Franz Kuenlin anonym einige Artikel in der Zürcher Zeitung und im Schweizerboten.
Nachdem Napoleon Bonaparte abgesetzt worden war und am 10. Mai 1814 eine neue Kantonsverfassung in Kraft getreten war, die den Grossen und Kleinen Rat des Ancien Regime wieder weitgehend in seine Rechte einsetzte, wurde Franz Kuenlin 1814 zum Grossrat gewählt und blieb bis 1830 in diesem Amt.
In den Jahren 1810, 1832 und 1834 veröffentlichte er drei Kantonsporträts und war als Übersetzer vom Deutschen ins Französische und vom Französischen ins Deutsche tätig.
Franz Kuenlin verfasste 1810 gemeinsam mit Charles-Aloyse Fontaine den Helvetischen Almanach.
Unter anderem schrieb er, als antiklerikaler Polemiker und Satiriker, eine Klosterstatistik und veröffentlichte in zahlreichen literarischen Beiträgen in verschiedenen Zeitschriften, unter anderem Die Alpenrosen, Schweizerbote und Erheiterungen. In seinem Todesjahr erschien eine vierbändige Auswahl seiner erbaulichen Erzählungen und literarischen Wanderungen.
Nachdem im 19. Jahrhundert das Sammeln von Sagen und Legenden nach Regionen einsetzte, war er für die Region Freiburg tätig und veröffentlichte einige davon in Die Alpenrosen. Später stiessen auch die Gebrüder Grimm auf seine Sagen und übernahmen einige von diesen für ihren dritten Band ihrer Deutschen Sagen, der später jedoch nie erschien.
Er publizierte auch in verschiedenen Zeitschriften, so verfasste er Artikel für den von Heinrich Zschokke, mit dem er persönlich bekannt war, in Aarau herausgegebenen Schweizer-Boten, die ebenfalls in Aarau veröffentlichten Miszellen, den in Burgdorf erscheinenden Schweizerischen Merkur und das Stuttgarter Morgenblatt für gebildete Stände. Dazu kamen noch anonyme weitere Aufsätze und Beiträge in Zeitschriften wie die Vaterländischen Blätter, Helvetia, Der schweizerische Geschichtsforscher, Der gemeinnützige Schweizer und die Wöchentlichen Mitteilungen aus den interessantesten Erscheinungen der Literatur.
Mit seiner Übersetzung Lehrstudien über die gastrischen Entzündungen, anhaltende wesentliche Fieber genannt, und die acuten Hautentzündungen, aus dem Französischen, beschäftigte er sich 1820 auch mit naturwissenschaftlichen Themen. 1826 übersetzte er auch ein militärisches Werk aus dem Deutschen ins Französische.
Er war persönlich bekannt mit Pater Gregor Girard, Jean-Nicolas Berchtold (1789–1860), Alexandre Daguet (1816–1894) und Antoine Raemy de Bertigny (1793–1887), die ihn in ihren autobiografischen Texten nannten.

## Mitgliedschaften
Als Statistiker, Geograph und Historiker war Franz Kuenlin Mitglied gelehrter Gesellschaften wie der 1808 gegründeten Schweizerischen Musik-Gesellschaft.
Er gehörte am 10. Dezember 1801 zu den zwanzig Gründungsmitgliedern, die in Freiburg den Cercle litteraire gründeten, ein Lesezirkel, deren Mitglieder Zeitungen lesen, neue Bücher einsehen und vor allem ungestört miteinander debattieren konnten. Weitere Gründungsmitglieder waren unter anderem Ludwig von Affry (1743–1810), Louis Lalive d'Epinay (1746–1813); später wurde Franz Kuenlin Schreiber des Lesezirkels. Aus diesem Lesezirkel ging am 9. Januar 1813 die Societe economique hervor, ein Name, den Pater Gregor Girard geprägt hatte, um damit eine Institution zu bezeichnen, die sonst meist Societe d'utilite publique oder Gemeinnützige Gesellschaft hiess und deren Ziel es war, die allgemeine Wohlfahrt und die Armenfürsorge im Kanton Freiburg zu fördern; zu den fünfunddreissig Gründungsmitgliedern gehörten unter anderem General Niklaus von Gady, erster Präsident der neuen Gesellschaft, Pater Gregor Girard, der zusammen mit dem Freiburger Stadtammann Philipp Raemy das Amt des Vizepräsidenten übernahm, und Chorherr Charles-Aloyse Fontaine, der zum Bibliothekar ernannt wurde. Dem ersten offiziellen Sekretär, Karl von Forell, wurde Franz Kuenlin als Assistent an die Seite gestellt; dieser übernahm jedoch bald selbst den Schreiberposten und übte dieses Amt mehr als zwanzig Jahre lang, bis 1836, aus. Franz Kuenlin vertrat die Gesellschaft während der Tagungen der 1810 gegründeten Schweizerischen Gemeinnützigen Gesellschaft in Zürich, deren Mitglied er 1825 wurde.
Am 7. Januar 1802 war er Gründungsmitglied des Cercle de la Grande Societe, ein Ort überwiegend konspirativer Zusammenkünfte, der ohne den Deckmantel von Büchern und Zeitungen auskam; als Sekretär amtierte kurzfristig Nicolas de Gady (1766–1840), der bald darauf von Louis Lalive d’Epinay abgelöst wurde.
Nachdem am 16. April 1804 das Freikorps gegründet worden war, erhielt Franz Kuenlin im Stab seines Schwagers, Oberst Karl Maria Perret, die Funktion des Quartiermeisters. 1806 erfolgte seine Beförderung zum Leutnant und 1809 zum Hauptmann. Als das Korps am 9. August 1812 aufgelöst wurde, war seine militärische Karriere beendet.
Er betätigte sich als Sammler von Volksliedern, vor allem aus dem Greyerzerland, deren Melodien und Texte er an verschiedenen Orten veröffentlichte. In den Jahren 1808 bis 1812 war er Mitglied einer Gruppe von Musikliebhabern, die eine Reihe von Konzerten, zum Teil zu wohltätigen Zwecken, im Kornhaussaal am Liebfrauenplatz gaben.
Franz Kuenlin war erster Kapellmeister und Dirigent der kantonalen Musikgesellschaft, die am 22. November 1813 gegründet worden war und zu deren Gründungsmitgliedern er, unter anderem neben Aloys Mooser (1770–1839), gehörte; als Kapellmeister wurde er in den Vorstand gewählt und im ersten Vereinsjahr war er als Präsident der Gesellschaft tätig.
Nachdem 1815 die Schweizerische Naturforschende Gesellschaft gegründet worden war, gehörte er neben Charles-Aloyse Fontaine zu den ersten Mitgliedern. 1832 war er Mitbegründer der Freiburger Naturforschenden Gesellschaft, deren erster Präsident der Arzt Nicolas de Buman, François Bourquenoud (1775–1837) ihr Vizepräsident und Franz Kuenlin der Sekretär wurde.
1839 wurde er zum korrespondierenden Mitglied der Académie des sciences, belles-lettres et arts de Lyon ernannt.
Aufgrund seiner Tätigkeit für die Brandassekuranzkommission hatte er Zugang zu Angaben zu sämtlichen Städten, Dörfern, Flecken und Weilern bis hin zu einzelstehenden Häusern des Kantons und nutzte dieses Wissen für seine statistisch-geographischen Beschreibungen.
Er war Mitglied der Aargauischen Gesellschaft für vaterländische Kultur sowie korrespondierendes Ehrenmitglied der Pariser Gesellschaft zu Beförderung des Primarunterrichts.

## Schriften (Auswahl)
- Franz Kuenlin; Charles-Aloyse Fontaine: Kurze geographisch-statistische Darstellung des Cantons Freyburg. In: Helvetischer Almanach für das Jahr 1810, Zürich, 1810.
- Etrennes aux fonctionnaires publies du canton de Fribourg pour l'un de gruce MDCCCXpour servir de suite aux Etrennes Fribourgeoises, par un debutant dans la carriere litteraire. Freiburg, 1810.
- Francois-Joseph-Victor Broussais; Franz Kuenlin: Lehrstudien über die gastrischen Entzündungen, anhaltende wesentliche Fieber genannt, und die acuten Hautentzündungen. Freiburg, 1820.
- Allerley zur Unterhaltung und Zerstreuung. St. Gallen, 1822.
- Musikalische Anekdoten für Liebhuber und Tonkünstler. St. Gallen, 1825.
- Johannes Wieland[16], Franz Kuenlin: Manuel militaire pour l'instruction des officiers suisses de toutes armes ou essui d'un Systeme de defense de lu Confederution Helvetique. Basel, 1826.
- Dictionnaire geographique, statistique et historique du Canton de Fribourg, 2 Bände.
  - Band 1. Freiburg, 1832.
  - Band 2. Freiburg, 1832.
- Der Bischof Strambino zu Freiburg in der Schweiz. Sursee, 1833 (siehe hierzu auch Antwort auf die Broschüre des Herrn Franz Kuenlin, betitelt: Der Bischof Strambino. Luzern, 1834).
- Der Kanton Freiburg: historisch, geographisch, statistisch geschildert. St. Gallen, 1834.
- Alpenblumen und Volkssagen aus dem Greyerserlande. Sursee, 1834.
- Beitrag zur Statistik der Klöster des Kantons Freiburg. Sursee, 1835.
- Die Stadt Freiburg und ihre Umgebungen. Ein Angebinde für Reisende. Basel, 1837.
- Greyers, Mont-Salvens, Aigremont, Coppet, Corbieres, Aubonne, Bellegarde, Gharmey, Chillon. In: Die Schweiz in ihren Ritterburgen und Bergschlössern, historisch dargestellt von vaterländischen Schriftstellern, mit einer historischen Einleitung von Johann Jakob Hottinger, hg. von Gustav Schwab, 3 Bände.
  - Band 1. Chur, 1828.
  - Band 2. Chur, 1830.
  - Band 3. Bern, Chur und Leipzig, 1839.
- Historisch-Romantische Schilderungen aus der westlichen Schweiz.
  - 1. Band. Freiburg, 1840.
  - 2. Band. Freiburg, 1840.
  - 3. Band. Freiburg, 1840.
  - 4. Band. Freiburg, 1840.
- Ausflug in die Alpen des Kantons Freiburg. In: Beiträge zur Heimatkunde/Verein für Heimatkunde des Sensebezirkes und der benachbarten interessierten Landschaften, Band 18. 1946–1947. S. 16–22.